# Göttinger Achtzehn
Die Göttinger Achtzehn waren 18 hochangesehene Naturwissenschaftler aus der Bundesrepublik Deutschland (darunter die Nobelpreisträger Otto Hahn, Max Born und Werner Heisenberg), die sich am 12. April 1957 in einer gemeinsamen Erklärung – der Göttinger Erklärung, auch Göttinger Manifest genannt – gegen die damals namentlich von Bundeskanzler Konrad Adenauer und Verteidigungsminister Franz Josef Strauß angestrebte Aufrüstung der Bundeswehr mit Atomwaffen wandten. Die Wissenschaftler setzten sich zugleich für die friedliche Verwendung der Atomenergie ein.
Die Bezeichnung der Gruppe als „Göttinger Achtzehn“ bezieht sich auf gemeinsame akademische Anfänge vieler ihrer Mitglieder in Göttingen. Sie ist an die „Göttinger Sieben“ angelehnt – sieben Göttinger Professoren, die 1837 gegen die Suspendierung der Verfassung durch König Ernst August I. öffentlich protestiert hatten.

## Die Göttinger Erklärung

### Anlass/Information
Unmittelbarer Anlass war eine Äußerung Adenauers vor der Presse am 5. April 1957, in der er taktische Atomwaffen lediglich eine „Weiterentwicklung der Artillerie“ nannte und forderte, auch die Bundeswehr müsse mit diesen „beinahe normalen Waffen“ ausgerüstet werden.
Das Manifest wurde am 11. April 1957 von Otto Hahns Sekretariat an die drei großen überregionalen Tageszeitungen FAZ, Süddeutsche Zeitung und Die Welt übermittelt.

### Unterzeichner
Die Göttinger Achtzehn waren: Fritz Bopp (1909–1987), Max Born (1882–1970), Rudolf Fleischmann (1903–2002), Walther Gerlach (1889–1979), Otto Hahn (1879–1968), Otto Haxel (1909–1998), Werner Heisenberg (1901–1976), Hans Kopfermann (1895–1963), Max von Laue (1879–1960), Heinz Maier-Leibnitz (1911–2000), Josef Mattauch (1895–1976), Fritz Paneth (1887–1958), Wolfgang Paul (1913–1993), Wolfgang Riezler (1905–1962), Fritz Straßmann (1902–1980), Wilhelm Walcher (1910–2005), Carl Friedrich von Weizsäcker (1912–2007) und Karl Wirtz (1910–1994).
Es handelte sich um führende Wissenschaftler der Kernforschung und Mitglieder von staatlichen Organisationen, die mit der Nutzung der Kerntechnologie beschäftigt waren. Einige hatten auch schon während des Zweiten Weltkrieges im Uranprojekt (Uranverein) mitgewirkt und waren um 1956 Mitglied in der Deutschen Atomkommission. 
Oft wird fälschlicherweise Wolfgang Pauli statt Wolfgang Paul als Unterzeichner angegeben. Dies geschah sogar in dem offiziellen Programm der Universität Göttingen zur 50-jährigen Gedenkfeier und in dem dabei möglicherweise falsch zitierten Originaltext.
Nicht alle führenden Kernforscher der Bundesrepublik Deutschland unterzeichneten den Appell. Nicht beteiligt waren zum Beispiel Erich Bagge, Karl Bechert, Walther Bothe, Klaus Clusius, Kurt Diebner, Wolfgang Gentner, Wolfgang Finkelnburg, Siegfried Flügge, Paul Harteck, Willibald Jentschke, Johannes Hans Daniel Jensen, Pascual Jordan und Walter Seelmann-Eggebert. Entweder ging ihnen der Appell nicht weit genug (beispielsweise Karl Bechert), sie befürchteten persönliche Nachteile oder lehnten den Appell grundsätzlich ab (Pascual Jordan). Zudem gab es auch praktische Hindernisse für das organisierende Sekretariat von Otto Hahn.

### Text
Die Pläne einer atomaren Bewaffnung der Bundeswehr erfüllen die unterzeichnenden Atomforscher mit tiefer Sorge. Einige von ihnen haben den zuständigen Bundesministern ihre Bedenken schon vor mehreren Monaten mitgeteilt. Heute ist eine Debatte über diese Frage allgemein geworden. Die Unterzeichnenden fühlen sich daher verpflichtet, öffentlich auf einige Tatsachen hinzuweisen, die alle Fachleute wissen, die aber der Öffentlichkeit noch nicht hinreichend bekannt zu sein scheinen.
1. Taktische Atomwaffen haben die zerstörende Wirkung normaler Atombomben. Als „taktisch“ bezeichnet man sie, um auszudrücken, daß sie nicht nur gegen menschliche Siedlungen, sondern auch gegen Truppen im Erdkampf eingesetzt werden sollen. Jede einzelne taktische Atombombe oder -granate hat eine ähnliche Wirkung wie die erste Atombombe, die Hiroshima zerstört hat. Da die taktischen Atomwaffen heute in großer Zahl vorhanden sind, würde ihre zerstörende Wirkung im ganzen sehr viel größer sein. Als „klein“ bezeichnet man diese Bomben nur im Vergleich zur Wirkung der inzwischen entwickelten „strategischen“ Bomben, vor allem der Wasserstoffbomben.
2. Für die Entwicklungsmöglichkeit der lebensausrottenden Wirkung der strategischen Atomwaffen ist keine natürliche Grenze bekannt. Heute kann eine taktische Atombombe eine kleinere Stadt zerstören, eine Wasserstoffbombe aber einen Landstrich von der Größe des Ruhrgebietes zeitweilig unbewohnbar machen. Durch Verbreitung von Radioaktivität könnte man mit Wasserstoffbomben die Bevölkerung der Bundesrepublik wahrscheinlich schon heute ausrotten. Wir kennen keine technische Möglichkeit, große Bevölkerungsmengen vor dieser Gefahr sicher zu schützen.
Wir wissen, wie schwer es ist, aus diesen Tatsachen die politischen Konsequenzen zu ziehen. Uns als Nichtpolitikern wird man die Berechtigung dazu abstreiten wollen; unsere Tätigkeit, die der reinen Wissenschaft und ihrer Anwendung gilt und bei der wir viele junge Menschen unserem Gebiet zuführen, belädt uns aber mit einer Verantwortung für die möglichen Folgen dieser Tätigkeit. Deshalb können wir nicht zu allen politischen Fragen schweigen. Wir bekennen uns zur Freiheit, wie sie heute die westliche Welt gegen den Kommunismus vertritt. Wir leugnen nicht, daß die gegenseitige Angst vor den Wasserstoffbomben heute einen wesentlichen Beitrag zur Erhaltung des Friedens in der ganzen Welt und der Freiheit in einem Teil der Welt leistet. Wir halten aber diese Art, den Frieden und die Freiheit zu sichern, auf die Dauer für unzuverlässig, und wir halten die Gefahr im Falle des Versagens für tödlich. Wir fühlen keine Kompetenz, konkrete Vorschläge für die Politik der Großmächte zu machen. Für ein kleines Land wie die Bundesrepublik glauben wir, daß es sich heute noch am besten schützt und den Weltfrieden noch am ehesten fördert, wenn es ausdrücklich und freiwillig auf den Besitz von Atomwaffen jeder Art verzichtet. Jedenfalls wäre keiner der Unterzeichnenden bereit, sich an der Herstellung, der Erprobung oder dem Einsatz von Atomwaffen in irgendeiner Weise zu beteiligen. Gleichzeitig betonen wir, daß es äußerst wichtig ist, die friedliche Verwendung der Atomenergie mit allen Mitteln zu fördern, und wir wollen an dieser Aufgabe wie bisher mitwirken.
Fritz Bopp, Max Born, Rudolf Fleischmann, Walther Gerlach, Otto Hahn, Otto Haxel, Werner Heisenberg, Hans Kopfermann, Max v. Laue, Heinz Maier-Leibnitz, Josef Mattauch, Friedrich-Adolf Paneth, Wolfgang Paul, Wolfgang Riezler, Fritz Straßmann, Wilhelm Walcher, Carl Friedrich Frhr. v. Weizsäcker, Karl Wirtz
Quelle: Universität Göttingen

### Reaktionen
Adenauer war empört darüber und wies die Einmischung der Wissenschaftler in die Politik zurück. Die Erklärung fand jedoch in der öffentlichen Meinung ein unerwartetes Echo, vor allem aber auch an den Universitäten, wo sich eine starke studentische Opposition daran anlehnte (vgl. Studentenkurier, 58er). Auf Grund dieses öffentlichen Druckes lenkte Adenauer schließlich ein und die Bundesrepublik Deutschland verzichtete auf Atomwaffen.
Auch in der damaligen DDR fand die Göttinger Erklärung einen umfangreichen Widerhall, wie nachfolgende Erklärungen belegen:
- Am 14. April 1957 meldeten sich sieben Dresdner Kernforscher aus Industrie und Lehre – Manfred von Ardenne, Heinz Barwich, Wilhelm Macke, Josef Schintlmeister, Ernst Rexer, Hans Georg Westmeyer und Werner Hartmann mit einer ersten „Dresdner Erklärung“.[5] Zu dieser Erklärung erfolgte unter der Belegschaft und  Studentenschaft eine Unterschriftensammlung.
- Mit unbekanntem Datum gibt es aus Dresden eine weitere  „Erklärung von 105 Professoren der Technischen Hochschule Dresden zum Appell der westdeutschen Atomforscher“.[6]
- Am 17. April 1957 verabschiedeten 14 namhafte Kernphysiker auf einer Sitzung der Physikalischen Gesellschaft der DDR einstimmig eine Resolution gegen Atomwaffenversuche, die Entwicklung von Atomwaffen und für die friedliche Nutzung der Atomenergie, die als Solidaritätserklärung für die Göttinger zu verstehen war. Die Unterzeichner waren Hans-Joachim Born, Alfred Eckardt, Hans Ertel, Hans Falkenhagen, Walter Friedrich, Gustav Hertz, Paul Kunze, Gustav Richter, Robert Rompe, Rudolf Seeliger, Max Steenbeck, Peter Adolf Thiessen, Max Volmer und Carl Friedrich Weiss.[7]
- Vom gleichen Datum  findet man eine Erklärung von der Ernst-Moritz-Arndt-Universität Greifswald „Greifswald steht zu Göttingen“ unterzeichnet vom Rektor Heinrich Borriss und dem Senat.[8][9]
- Vom 25. April 1957 liegt von Physikern der Friedrich-Schiller-Universität Jena  eine Erklärung vor, unterzeichnet von Alfred Eckardt, Gerhard Heber,[10] K. Kühne, Kurt Schuster, Wilhelm Schütz[11] und Max Steenbeck.[12]

Im März 1958 gründete die SPD, die diesen Standpunkt auch im Bundestag vertrat, das Komitee Kampf dem Atomtod, das auch vom DGB unterstützt wurde.
Aus den Göttinger Achtzehn ging 1959 die Vereinigung Deutscher Wissenschaftler hervor, eine gemeinnützige Organisation, die sich der Tradition einer verantwortlichen Wissenschaft verpflichtet fühlt.

### Erläuterungen von Otto Hahn
Otto Hahn war von 1948 bis 1960 Präsident der Max-Planck-Gesellschaft. In seiner Rede bei der Hauptversammlung der Max-Planck-Gesellschaft am 28. Juni 1957 nahm er zur Göttinger Erklärung wie folgt Stellung:

„Diese Achtzehn haben, und zwar jeder für sich, im Bewusstsein ihrer besonderen Verantwortung auf Grund ihrer Sachkenntnis gehandelt. Dass der Aufruf vor allem von Seiten der Ostzone und der westdeutschen politischen Opposition ein so starkes Echo gefunden hat, hatten wir in diesem Umfang nicht erwartet. Dass wir mit einigen westdeutschen Regierungsstellen zunächst in einen gewissen Konflikt kommen mussten, war uns klar. Aber wir konnten es nicht ändern, wenn es wirklich endlich einmal zu einer ernsthaften Diskussion kommen sollte.
Deshalb halten wir unser jetziges Vorgehen für berechtigt und wir stehen zu ihm. Wir glauben, damit der Weltöffentlichkeit einen Dienst erwiesen zu haben. Die zahlreichen persönlichen Zustimmungen, auch aus westlichen Ländern, bestätigen dies. Es sieht jetzt so aus, als ob wirklich allmählich Gedanken über eine Rüstungskontrolle ernsthaft diskutiert werden, und wir waren bei unserem Gespräch mit dem Herrn Bundeskanzler am 17. April tief beeindruckt von seiner Sorge vor dem Wettrüsten in der Welt und seiner Hoffnung auf eine allmähliche Abrüstung.
Es war doch ein unerträglicher Zustand, dass die Schrecken eines heißen Atomkrieges immer wieder an die Wand gemalt wurden. Wenn die eine Seite sich brüstet, dass sie mit Super-Wasserstoffbomben das Polareis zum Schmelzen bringen kann, so dass die Kontinente überflutet werden, dann hätte die andere Seite daran erinnern können, dass sie Todesstaub mit Strontium 90 oder Cobalt 60 über die feindliche Welt rieseln lassen und alles Leben dort für die Dauer unmöglich machen kann.
Statt dieses Aufpeitschens in Furcht werden nun hoffentlich Wege gefunden, eine allmähliche Entspannung einzuleiten, auch auf das Risiko hin, dass die eine Seite ein Opfer bringt, ohne zu wissen, wie sich die andere Seite zunächst dazu stellt. Aber wir müssen zu einer allmählichen Einschränkung des Rüstungswettlaufs kommen!
Die dauernde Fortführung der H-Versuche ist dabei allerdings eine wenig angenehme Begleitmusik. Darum der Wunsch der Physiker nach Einstellung weiterer Versuche, die ja durch Versuche der Gegenseite immer wieder übertrumpft werden. Daher auch unsere Hoffnung, dass kleinere Länder keine Bomben herstellen sollten. Was können diese nützen? Sie können nur die Gefahr vermehren, dass plötzlich einmal eine Bombe explodiert und die weltweite Auseinandersetzung dann einsetzt.
Ich denke, ich gehe mit meinen Kollegen von der Physik einig, wenn ich eine wirklich internationale, nicht von Parteien abhängige Aussprache der führenden Sachverständigen der USA und Europa, aber auch der russischen Physiker für einen sehr nützlichen Beitrag zur Verständigung halte; zunächst wäre dies die Stelle, die die Methoden zur Kontrolle der Rüstungsvorbereitungen ausarbeiten könnte, und solche Methoden bestehen. Damit hoffen wir, oder sind sogar überzeugt, unseren Regierungen im Bemühen um eine allmähliche Abrüstung einen wirklichen Dienst erweisen zu können.“